# Otto von Scheiding
Otto von Scheiding, född 1580, död 12 mars 1651, var en svensk adelsman och ståthållare.

## Biografi
Otto von Scheiding föddes 1580. Han var son till Christoffer von Scheiding och Magdalena Rosengren. Han blev 1604 fänrik vid en fanas ryttare i Östergötland och blev 1607 ryttmästare för en fana ryttare i Småland. von Scheiding blev slottsloven på Refle slott 1609 och ryttmästare för adelsfanan 1612. Han blev ryttmästare för en fana ryttare i Västergötland 1613 och överstelöjtnant 1623. År 1628 blev han ståthållare i Kronobergs slottslän som han lämnade 1634 till Bengt Kafle, eftersom länet skulle slås samman med Jönköpings slottslän och bilda Smålands län. Han var guvernör och ståthållare i drottning Maria Eleonora av Brandenburgs livgeding 1634. von Scheiding avled 12 mars 1651 och begravdes i Horns kyrka, där även hans vapen sattes upp.
Han ägde gårdarna Skedevid i Tjärstads socken, Åby i Horns socken, Hallstad i Tjärstads socken och Åsarp i Vikingstads socken.

### Familj
von Scheiding gifte sig med Margaretha von Masenbach. Hon var dotter till ståthållaren på Stockholms slott Hans von Masenbach och Margaretha Fechtin. De fick tillsammans barnen Hans Christoffer, Magdalena Carl von Scheiding, Otto, Christina, Agneta, Catharina, Maria, Anna, Helena och Margaretha.